# 939 Isberga
939 Isberga
939 Isberga là một tiểu hành tinh kiểu S thuộc nhóm Flora của vành đai chính. Nó được khám phá ở Heidelberg ngày 4 tháng 10 năm 1920 bởi Karl Wilhelm Reinmuth.